# تولوين
التولوين مادة عضوية مذيبة عديمة اللون وذات رائحة خاصة، وهو من الهيدروكربونات العطرية صيغته C6H5-CH3.
تستخدم كيميائيا كبديل عن البنزين السام.
تضاف إلى الوقود. وتستعمل كوسيطة لعدد كبير من المركبات بما فيها العقاقير والصبغات والمنظفات والعطور والمتفجرات والراتنجات المخلقة.
الاسم العلمي حسب منظمة IUPAC هو ميثيل البنزين (Methylbenzen)
التولوين هو سائل عديم اللون ينتمي إلى البنزين. ويسمى أيضا البنزين المثيلي
. ينتمي التولوين إلى مجموعة من المركبات تسمى الهيدروكربونات العطرية (أو الأروماتية) وصيغته الكيميائية C6H5CH3. يحتوي جزيء التولوين على ست ذرات كربون مرتبة على شكل حلقة مع خمس ذرات هيدروجين ومجموعة ميثيل
(CH3). ويصنع التولوين بمعالجة النفط أو تقطير قطران الفحم الحجري. ويستخدم الكيميائيون التولوين كمادة خام لإنتاج مواد كيميائية أخرى. فهم على سبيل المثال، يصنعون حمض البنزويك
منه أحياناً. ويُستخدم حمض البنزويك مادة حافظة في المواد الغذائية والمشروبات ومستحضرات التجميل. كما أن المطهر المعروف بكلورامين T مصنوع أيضا من التولوين. أما صُنَّاع المتفجرات فإنهم يستخدمون التولوين لصناعة ثالث نتريت التولوين، والمعروف باسم تي. إن. تي. (TNT). ويستخدم صُنَّاع الدهانات التولوين مذيبًا للك (الورنيش). ويدخل التولوين كذلك في صناعة الكثير من الصبغات والعطور. وتشترط الأنظمة الصحية في بعض الدول أن يقلل الصناع من كمية التولوين في الهواء الذي يتنفسه العمال. وتؤدي زيادة التعرض للتولوين إلى تلف جلد البشرة والعيون والجهاز العصبي المركزي.
```
تحدث حالات وفاة كل سنة لأشخاص اشتنشقوا بإرادتهم التولوين من اجل الشعور بالسكر لأنه يؤدي لأذى شديد في الخلايا الدماغية.
```